# Le Coudray-sur-Thelle

Le Coudray-sur-Thelle este o comună în departamentul Oise, Franța. În 1 ianuarie 2022 avea o populație de 555 de locuitori.